# Roland Green (homme politique)
Pour les articles homonymes, voir Green.
Roland Frederick Herbert Green, né le 29 octobre 1885 à Emmaville et mort le 27 avril 1947 à Sydney,, est un homme politique puis avocat australien.

## Biographie
Fils de fermier, il est un Australien de 4e génération. Après sa scolarité, il voyage, « pour étudier les conditions de travail, notamment agricoles » en Angleterre, au Canada et aux États-Unis ; il travaille également un temps sur une plantation de caoutchouc au Pérou et « est membre d'une expédition d'exploration au Nigéria » pour le compte de la Société géographique royale,. Il s'établit ensuite comme fermier en Nouvelle-Angleterre, région de Nouvelle-Galles du Sud.
À l'entame de la Première Guerre mondiale, il est engagé volontaire et est affecté au 6e régiment d'infanterie montée de l'armée de terre australienne avec le rang de caporal. Blessé à la bataille des Dardanelles, il est promu sous-lieutenant en octobre 1915. Affecté sur le front en France après sa convalescence, il est promu lieutenant en mai 1917, et grièvement blessé à la bataille de la route de Menin en septembre. Sa blessure nécessité l'amputation de sa jambe gauche,,.
Cofondateur de l'Association des Soldats Amputés et Mutilés (Limbless and Maimed Soldiers' Association), il en est le premier vice-président. En 1922 il est candidat malheureux aux élections législatives de l'État de Nouvelle-Galles du Sud pour le compte du Parti progressiste (en) (agrarien). Il est élu député de la circonscription de Richmond aux élections législatives fédérales de 1922, et entre à la Chambre des représentants à 27 ans comme membre du Parti rural. Au moment de l'installation du parlement fédéral dans ses nouveaux locaux à Canberra en 1927, il est le plus jeune des députés, à l'âge de 32 ans. Réélu quatre fois, il perd finalement son siège aux élections de 1937, battu dans sa circonscription,. 
Après sa défaite, il entreprend des études de droit et est appelé au barreau à l'âge de 54 ans. Il meurt sept ans plus tard dans un hôpital de Sydney.